# Udo Witzens
Udo Witzens (* 1941 in Karwin, Landkreis Teschen) ist ein deutscher Politologe und Orientalist.

## Leben und Wirken
Witzens studierte Politische Wissenschaften, Orientalistik, Germanistik, Anglistik und Philosophie an den Universitäten Heidelberg und Albert-Ludwigs-Universität Freiburg. Er wurde im Fach Orientalistik an der Fakultät für Orientalistik und Altertumswissenschaften der Universität Heidelberg promoviert, wo er über die Thesen von Karl A. Wittfogel zum „Orientalischen Despotismus“ forschte. Als Mitarbeiter des Südasien-Instituts der Universität Heidelberg arbeitete er über die politischen Implikationen des Neobuddhismus in Südostasien mit den Schwerpunkten Sri Lanka und Birma (Myanmar). Es folgte eine Lehrtätigkeit als Dozent für Politische Bildung in der Lehrer- und Erwachsenenbildung. Als Sachbuchautor arbeitet Witzens heute insbesondere über die Themen Gewalt und ethnische Säuberungen. 
Witzens untersucht Fragestellungen zum Verhältnis von orientalischer und westlicher Kultur. Er bestreitet Samuel P. Huntingtons These vom Kampf der Kulturen und postuliert im Gegensatz zu diesem die Kompatibilität von muslimischem und christlichem Kulturkreis, die in Europa seit Jahrhunderten miteinander verflochten sind. Nach Witzens machen kulturelle Vielfalt und kosmopolitische Tradition die wahre Identität Europas aus. Witzens verwirft die unter anderem von Samuel P. Huntington und dem französischen Historiker Jacques Le Goff betriebene Reduktion der EU auf das römisch-christliche Abendland, ein Konzept, das sowohl die christlich-orthodoxen als auch muslimischen Völker und Nationen aus Europa ausschließt. Deshalb wendet er sich auch dezidiert gegen die Ausgrenzung der Türkei aus dem europäischen Kulturraum, wie sie im Gefolge Huntingtons von nationalkonservativen Politikern und Historikern betrieben wird. 
Der parteilose Politologe Witzens ist ein Vertreter der strukturvergleichenden (komparatistischen) Methode, wie sie von seinen akademischen Lehrern Manuel Sarkisyanz, Dieter Oberndörfer und Gottfried-Karl Kindermann in der Tradition von Arnold Bergstraesser entwickelt wurde.

## Veröffentlichungen
- Helden oder Henker? Die dunklen Seiten der Nationalhelden, Kohlhammer, Stuttgart 2022, ISBN 978-3-17-041694-9 (auch als E-Book-Ausgabe, https://shop.kohlhammer.de/helden-oder-henker-41694.html#147=19)
- Abgründe der Gewalt. Die größten Schandtaten der Weltgeschichte – eine Dokumentation. Dritte aktualisierte und erweiterte Auflage, Norderstedt 2019, ISBN 978-3-740-762-773 (auch als Online-Ressource)
- Abgründe der Gewalt. Die größten Massaker der Weltgeschichte – Eine Dokumentation.  Zweite erweiterte Auflage, Norderstedt 2018, ISBN 978-3-7407-4728-2.  ( auch als online-Ressource)
- Abgründe der Gewalt. Die größten Schandtaten der Weltgeschichte. Norderstedt 2017, ISBN 978-3-7407-3467-1. (auch als online-Ressource)
- Halb Orient – Halb Okzident. Wohin geht die Türkei? Karlsruhe 2011, ISBN 978-3-940567-16-1.
- Aufstand der Mönche, Hintergründe der „Safran-Rebellion“ in Birma. Karlsruhe 2009, ISBN 978-3-940567-10-9.
- Aufnahme oder Ausgrenzung? Gehört die Türkei zu Europa? 2. aktualisierte und erweiterte Auflage. Köln 2007, ISBN 978-3-933348-85-2.
- The European-Turkish Relations as Seen From German Perspective. In: Marmara Journal of European Studies 13, no. 1-2 (2005): 217-239.
- Aufnahme oder Ausgrenzung? Gehört die Türkei zu Europa? Köln 2004, ISBN 3-933348-85-4.
- Kritik der Thesen Karl A. Wittfogels über den Orientalischen Despotismus. Karlsruhe 2000 DNB 963989014, (Dissertation an der Universität Heidelberg online-Ressource, Heidelberg 2002).
- Die Monarchie in Birma und Wittfogels Thesen. Karlsruhe 2001 (online).
- Die politischen Aspekte des Neobuddhismus in Ceylon und Birma. Universität Heidelberg 1967.